# Стів Рівз
Стів Рівз (англ. Steve Reeves; 21 січня 1926 — 1 травня 2000) — американський професійний культурист і актор. Зріст: 186 см, вага: 98 кг

## Біографія
Вперше Стів Рівз піднявся на поміст змагання 1946 року й одразу переміг. Це був конкурс «Містер Америка». Потім Рівз виграв титули «Містер Світ» і «Містер Всесвіт». В 24 роки Рівз залишив спорт заради кіно. В дальші 18 років кінокар'єри Рівз не припиняв тренуватися і зберігав разючу мускулатуру. Справді світову любов глядачів принесли Рівзу ролі Геркулеса в однойменному фільмі-екранізації старогрецького міфу. Величезні м'язові габарити Рівза були тут якраз до речі. Це був Геркулес, що в нього глядачі повірили одразу й беззастережно. Роль Геркулеса стала найбільшим унеском Рівза в розвиток культуризму. Фільм спонукав до тренувань з бодибілдингу сотні тисяч людей по всьому світі.
В історію бодібілдингу Стів Рівз увійшов ще, і як автор, забутої нині вправи для спини, відомої, як тяга Рівза зі штангою. Суть її в тому, що штанга береться не за гриф, а за млинці, а далі виконується звичайна тяга штанги до пояса стоячи в нахилі. У результаті, навантаження з найширших м'язів зміщується на трапецієподібні м'язи і весь плечовий пояс. Крім розвитку спини тяга Рівза сприяє розвитку м'язів передпліч і сили хвата.

## Фільмографія
- 1953 — Джентльмени віддають перевагу білявкам
- 1961 — Троянська війна